# Nikolaus Delius (Flötist)
Nikolaus Delius (* 6. April 1926 in Karlsruhe; † 22. Mai 2020 in Kirchzarten) war ein deutscher Flötist, Hochschullehrer an der Musikhochschule Freiburg und Musikwissenschaftler.

## Leben
Nikolaus Delius erhielt seinen ersten Flötenunterricht bei Otto Rössler und Georg Müller in Berlin, vor seiner Einberufung zum Kriegsdienst war er für kurze Zeit 1944 als 2. Flötist im Berliner Kammerorchester engagiert. Er studierte seit 1950 in Freiburg Flöte bei Gustav Scheck, während dieser Zeit war er für eine Spielzeit als Flötist bei den Göttinger Symphonikern angestellt. 1955 wurde er Lehrbeauftragter für Flöte an der Musikhochschule Karlsruhe. Von 1964 bis 1992 lehrte Delius an der Musikhochschule Freiburg, ab 1971 als Professor. Er war Mitherausgeber und einer der wichtigsten Autoren der 1976 von Hermann Moeck gegründeten Zeitschrift Tibia, deren Herausgeberteam er bis 1995 angehörte. Er veröffentlichte Kammermusikwerke und Solokonzerte für Flöte von Komponisten des 18. und 19. Jahrhunderts, unter anderem von Muzio Clementi, Louis Drouet, Franz Anton Hoffmeister, Jakob Friedrich Kleinknecht, Friedrich Kuhlau, Christian Joseph Lidarti, Marin Marais, Leopold Mozart, Johann Joachim Quantz und Antonio Vivaldi, vor allem im Schott-Verlag. Durch seine Publikationen und Lehrtätigkeit erwarb er sich einen internationalen Ruf als Kenner des Repertoires seines Instrumentes und der historischen Aufführungspraxis älterer Musik. Der Nachlass von Nikolaus Delius befindet sich in der Bibliothek des Konservatoriums „Niccolò Paganini“ in Genua.

## Veröffentlichungen (als Herausgeber)
- Anton Bernhard Fürstenau: Die Kunst des Flötenspiels in theoretisch-practischer Beziehung op. 138. Leipzig o. J.  [1843/44].  Nachdruck mit einem Vorwort von Nikolaus Delius. (The Flute Library. Hg. von Rien de Reede. Bd. 8.) Buren 1991
- Sine musica nulla vita: Festschrift Hermann Moeck zum 75. Geburtstag am 16. September 1997, Moeck-Verlag Celle 1997
- Jakob Friedrich Kleinknecht (1722–1794): Flötensonaten und Flötentrii (Faksimile von Handschriften und Originaldrucken des 18. Jahrhunderts). MONUMENTA MUSICAE REVOCATA, Verlag Studio per editioni scelte, Band 16 (Firenze 1995) und Band 31 (Firenze 2003).

## Diskographie
- Ludwig van Beethoven: Serenade für Flöte, Violine und Viola G-Dur op. 25 / Trio für Flöte, Fagott und Klavier G-Dur WoO 37 (LP: Fono-Ring / Christophorus / SFB 78144)
- Carl Philipp Emanuel Bach: Flötenkonzert G-Dur H. 445 / Solosonate a-moll H. 562 / Triosonate E-Dur H. 580 (LP: Christophorus / SCGLP 77920)